# William Henry Harrison
Acest articol este despre generalul și al nouălea președinte al Statelor Unite ale Americii. Pentru articolul despre stră-stră-nepotul acestuia, vedeți William H. Harrison (congressman).
William Henry Harrison (n. 9 februarie 1773, Colonia și Dominionul Virginia, Cele treisprezece colonii, Regatul Marii Britanii – d. 4 aprilie 1841, Casa Albă, District of Columbia, SUA) a fost un lider militar american⁠(d), politician și cel de-al nouălea președinte al Statelor Unite ale Americii (4 martie 1841 - 4 aprilie 1841).  Harrison a servit ca primul guvernator⁠(d) al Teritoriului Indiana⁠(d) și, mai târziu, ca membru al House of Representatives și senator din partea statului Ohio.
Harrison a dobândit o faimă națională ca erou de război, după învingerea indienilor americani în bătălia de la Tippecanoe⁠(d), din 1811, luptă în urma căreia a dobândit numele de "Tippecanoe" sau "Old Tippecanoe".  Ca general în Războiul din 1812, contribuția sa cea mai notabilă a fost obținerea victoriei în cadrul bătăliei cunoscută ca Battle of the Thames⁠(d), victorie care a clarificat dominația americanilor asupra britanicilor în zona de care Harrison era responsabil.
Când William Henry Harrison a ocupat oficial funcția de președinte al Statelor Unite ale Americii, în 1841, la vârsta de 68 de ani, era cel mai în vârstă președinte al țării, record ce a ținut 140 de ani, până la alegerea lui Ronald Reagan în alegerile prezidențiale⁠(d) din 1980.  Harrison a murit după doar 31 de zile de la ocuparea funcției, stabilind astfel un alt record, de data aceasta neegalat, acela de a fi președintele celei mai scurte președinții din istoria SUA.  Harrison a fost, de asemenea, primul președinte american care a decedat în timpul mandatului său.

## Legături externe
- White House biography Arhivat în 22 ianuarie 2017, la Wayback Machine.
- William Henry Harrison la conexiunea Biographical Directory of the United States Congress
- William Henry Harrison Papers – Library of Congress
- Papers of William Henry Harrison, 1800–1815, Collection Guide, Indiana Historical Society
- Announcement of William Henry Harrison Impending Death Arhivat în 10 iunie 2014, la Wayback Machine.
- William Henry Harrison ALS, 10 martie 1841: Harassed by the Multitudes[nefuncțională]
- William Henry Harrison's Personal Correspondence While in Office Arhivat în 18 iunie 2012, la Wayback Machine. Shapell Manuscript Foundation
- Essays on Harrison, each member of his cabinet and First Lady
- William Henry Harrison Biography and Fact File
- Biography by Appleton's and Stanley L. Klos
- William Henry Harrison: Young Tippecanoe
- "Life Portrait of William Henry Harrison", from C-SPAN's American Presidents: Life Portraits, 10 mai 1999